# فوامباي أحمدو
فوامباي أحمدو (بالإنجليزية: Fuambai Ahmadu)‏ هي عالمة إنسانيات سيراليونية أمريكية. والتي قد قامت بدورها بالعمل لصالح كل من منظمة اليونسيف ومجلس الأبحاث الطبي البريطاني بجامبيا.
ولقد حصلت فوامباي على درجة الدكتوراه في علم الإنسانيات الاجتماعي من مدرسة لندن للاقتصاد، وقد إضطلعت ببعض الأعمال بقسم التنمية الإنسانية المقارنة بجامعة شيكاغو عقب حصولها على الدكتوراة.
وتُعرف فوامباي أحمدو بأرائها المساندة للختان (تشويه الأعضاء التناسلية للإناث)، حيث أنها بذاتها قد خضعت للختان  باعتبارها أمرأة بالغة وعضو منتمي للجماعة العرقية بسيراليون كونو، ويعد الختان أحد الممارسات التي تمهد للإنتماء للمجتمع السري ببوندو. وعلى خلاف لموقف منظمة الصحة العالمية، ومنظمة اليونسيف والمجالس الآخرى التابعة للأمم المتحدة، فإن فوامباي ترى أنه يوجد مبالغة وتهويل للمخاطر الصحية التي ترتبط بعملية الختان، كما أنه لم يتم تفهم تأثير الختان على الحياة الجنسية للمرأة بشكل صحيح، بالإضافة إلى ذلك فإنها ترفض النظر إلى الختان باعتباره أحد الممارسات القمعية التي تخضع لها المرأة. ويشارك عدد كبير من علماء الإنسانيات فوامباي في آراءها.